# Max Klausen
Max Klausen, anche Max Christiansen-Clausen (Nordstrand, 27 febbraio 1899 – Berlino Est, 15 settembre 1979), è stato un agente segreto tedesco al servizio dell'Unione Sovietica.

## Biografia

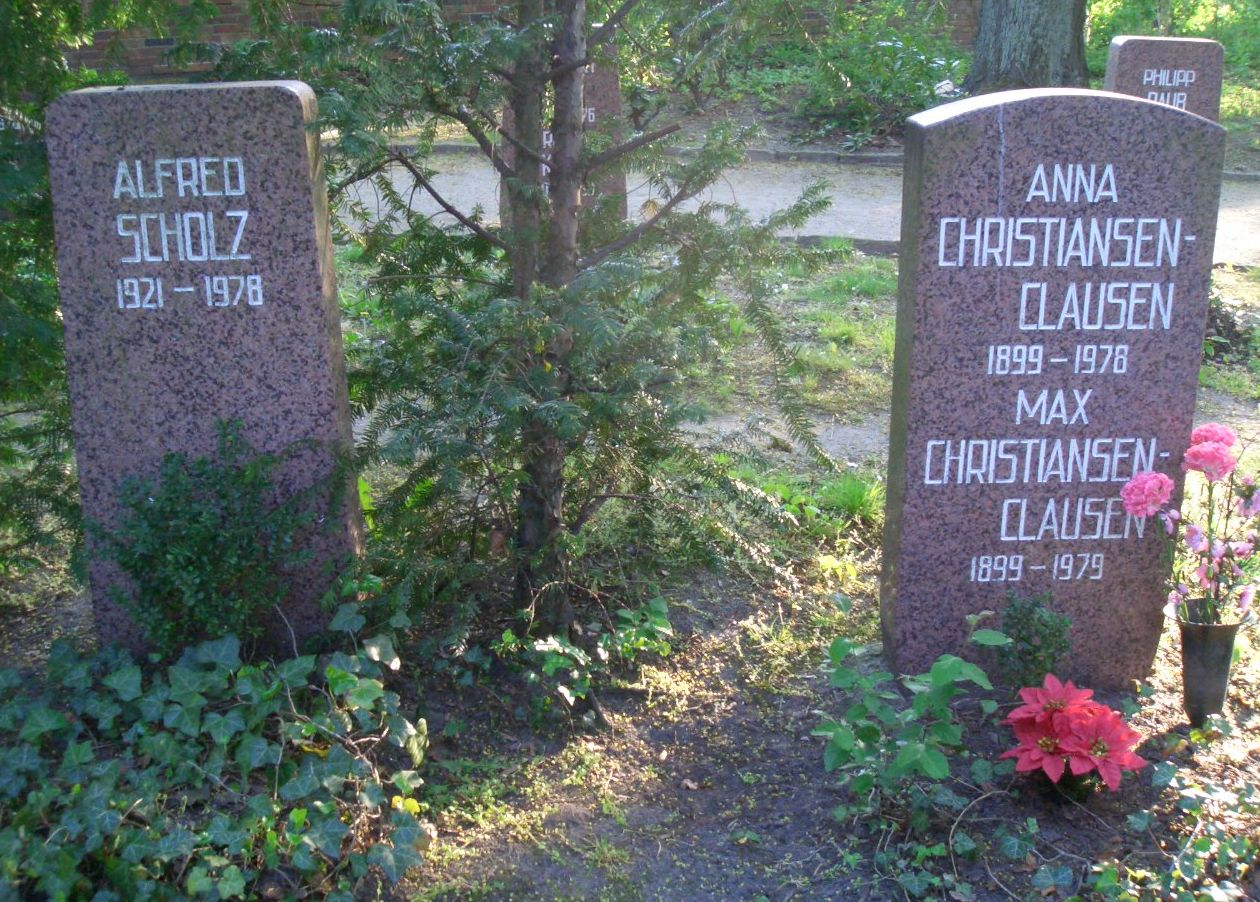
Tomba di Max Clausen e di sua moglie Anna presso il Cimitero Centrale di Friedrichsfelde a Berlino

Nel 1919 entrò giovanissimo in marina e divenne comunista nel 1927. L'anno successivo giunse a Mosca per essere addestrato dal servizio di spionaggio sovietico come radiotelegrafista.
Nel marzo 1929 fu inviato in missione in Cina dove assicurò i collegamenti radio tra Shanghai e Vladivostok. Conobbe Richard Sorge che nel 1935 chiese e ottenne da Mosca di assoldarlo nel suo gruppo assieme alla moglie Anna. Fu collaboratore e grande amico di Sorge fino al 18 ottobre 1941, quando il gruppo venne scoperto dalla polizia giapponese. Max fu condannato all'ergastolo, e la moglie Anna ebbe una pena inferiore. Il 9 ottobre 1945 Max e Anna Klausen furono liberati dagli statunitensi dal carcere di Akira e si trasferirono quindi a Berlino in Germania Orientale.